# Caradrina prospera
Caradrina prospera là một loài bướm đêm trong họ Noctuidae.